# Pristimantis caprifer
Pristimantis caprifer är en groddjursart som först beskrevs av Lynch 1977.  Pristimantis caprifer ingår i släktet Pristimantis och familjen Strabomantidae. IUCN kategoriserar arten globalt som livskraftig. Inga underarter finns listade i Catalogue of Life.